# El'azar ben Ja'ir
El'azar ben Ja'ir (hebrejsky: אלעזר בן יאיר, zemřel 73 n. l.) byl vůdce radikální židovské skupiny zélótů v 1. století n. l. v Judeji. Účastnil se první židovské války, a když se Římanům podařilo opětovně dobýt Jeruzalém, uprchl se svými souvěrci do pevnosti Masada u Mrtvého moře. Tam se v obklíčení se svými věrnými po několik let úspěšně bránil, a když se nakonec římským vojákům v roce 73 n. l. podařilo hradby pevnosti prorazit, raději se svými stoupenci spáchal kolektivní sebevraždu, než aby stali římskými otroky.

## Obrana Masady
Po dobytí Jeruzaléma a zboření jeruzalémského Chrámu v roce 70 se stala Masada posledním místem židovského protiřímského odporu. Byla proto obklíčena římskými vojsky pod vedením generála Flavia Silvy. Pevnost však byla odolná proti přímému útoku, a tak se Římané rozhodli ji odříznout od přístupových cest a protivníky vyhladovět. Díky velmi dobrým zásobám ale obránci Masady vydrželi přečkat několik let. Římští ženisté nicméně během této doby zbudovali rampu, díky níž mohli beranidlem prorazit hradbu pevnosti. V noci před předpokládaným útokem shromáždil El'azar ben Ja'ir své stoupence a v pohnutém projevu jim připomněl společné odhodlání nikdy nebýt sluhy Římanů ani jiného Boha. Ti se nakonec všichni rozhodli pro kolektivní sebevraždu a vypálení všech staveb na Masadě. Když druhý den Římané vtrhli v plné zbroji do pevnosti, objevili na tisíc mrtvých obránců pevnosti. Příběh o sebevraždě se Římané dozvěděli díky dvěma ženám, které se před hromadnou sebevraždou spolu s pěti dětmi ukryly v nádrži na vodu.

## Ben Ja'irův odkaz
Na počest hrdinského činu, který zélóti v čele s El'azarem ben Ja'irem na Masadě provedli, přijal jeho jméno, jakožto svůj pseudonym, Avraham Stern. Stern žil ve 20. století a ve 30. a 40. letech bojoval proti britské mandátní správě ustanovené nad zemí izraelskou.